# Наталија Бјелајац
Наталија Бјелајац, рођено име Антонија Јаворник (Марибор, 1893 – Београд, 1974) била је српска хероина, болничарка и наредник српске војске у Балканским и Првом светском рату. У борбама је рањена дванаест пута и за испољену храброст одликована дванаест пута.

## Предратни живот
Рођена је 13. маја 1893. године у Марибору, у тадашњој Аустроугарској царевини као Антонија Јаворник, у породици словеначке националности. Била је под великим утицајем стрица Мартина, бившег поручника аустроугарске војске са службом у Босни. Незадовољан стањем у војсци и држави, у којој се нашао стицајем околности, преко Дрине прелази у Србију и у српску војску. Приче стрица о Србији и књиге које је доносио при посетама породици у Марибору, само су још више подгрејавали жељу код Антоније да крене за стрицем. После завршене осмогодишње школе, после два неуспела покушаја, пошто су је родитељи незадовољни њеном одлуком враћали, из трећег пута, она је стигла у Крагујевац. У град у којем је службовао њен стриц, као капетан српске војске у једанаестом пешадијском пуку „Карађорђе”. По њеном сведочењу у књизи „Жене-Солунци говоре” Антонија Ђурића, то је било 10. априла 1912. године.

## Балкански ратови
По почетку Првог балканског рата (8. октобра 1912) Антонија Јаворник пријавила се као добровољац и променила је име у Наталија Бјелајац. То је урадила бринући се за породицу, која је остала у Марибору. Добила је задужење болничара у пуковској болници 11. пешадијског пука „Карађорђе”. Са тим пуком је учествовала у ослобађању Србије од Турака, правцем Косово Поље, Куманово, Скопље, па преко Косова и Метохије, Призрена, планина северне Албаније према Љешу, Кроји, Тирани, Драчу и Скадру...

## Други балкански рат
Други балкански рат (29. јун – 10. август 1913) је било и прво ватрено крштење сад већ Наталије Бјелајац, на положају близу Дренка и коте 550. Због исказане храбрости у борбама добила је и прво одликовање медаљу Милош Обилић.

## Први светски рат
За Наталију Први светски рат је почео борбама у околини Шапца, у време Церске битке у којој је погинуо њен стриц капетан Мартин Јаворник. Са првим борбама добила је и другу медаљу Милош Обилић. Даљи ратни пут је води у Београд, где је учествовала у одбрани града. Била је учесник и сведок повлачења војске преко планина Црне Горе и Албаније, умирања на острвима Крфу и Видо. После опоравка са војском стигла је у Солун, на Солунски фронт, учествовала у битци на Кајмакчалану, која је вођена између 12. и 30. септембра 1916. године. После пада Кајмакчалана, пробоја Солунског фронта и ослобађања Битоља, добила је и највредније одликовање Карађорђеву звезду с мачевима.
Војничка срећа је и даље пратила, увек је била тамо где је било најтеже и најкрвавије. Поред поменутих одликовања Карађорђеве звезде и две медаље Милош Обилић, Наталија Бјелајац је носилац Албанске споменице, Ордена белог орла, Медаље за војничке врлине, Медаље за услуге краљевском дому, француске Легије части, витешког реда 5. степена (највише француско државно одликовање) и руског Ордена Св. Јурја 3. степена.

## Послератно време
После склапања примирја, после десет година, први пут је посетила породицу у Марибору. После посете вратила се у Београд, запослила се и живела скромним животом.
На почетку Другог светског рата била је ухапшена од стране Гестапоа и спроведена у логор на Бањици.
Умрла је 16. августа 1974. године у Београду, тачно на шездесетогодишњицу Церске битке. Готово нико није знао ко је, тако да су и становници мале улице на крају Маринкове баре мало знали о њој. Из милоште су је звали „Нана”. Када је умрла побринули су се за сахрану, подигли скроман спомен и на њему уклесали ове речи: Наредник српске војске Наталија Бјелајац. Сахрањена је на гробљу Малом Мокром Лугу.